# Antonio Arzac Alberdi
Antonio Arzac Alberdi (San Sebastián, 26 de julio de 1855-San Sebastián, 11 de octubre de 1904) fue un poeta español, promotor y orador en euskera.

## Biografía

### Origen familiar
Hijo de una familia pudiente donostiarra. Sus padres, Manuel y Antonia Ramona, poseían varias casas, dos en San Sebastián y una en Pasajes. Antonio nació en la casa llamada Baderas, del barrio de Ategorrieta-Ulia, que luego fue vendida a una congregación religiosa en 1885. El edificio era de tres plantas, con una casa auxiliar y 850 metros cuadrados de jardín y donde trabajaban más de una docena de personas de servicio. El entorno era completamente natural entonces, nada que ver con el aspecto urbano actual del barrio, y de ahí le pudo venir, a juicio de la profesora y biógrafa Inés Pagola, su apego por la naturaleza y por el monte, tal como trasladó luego a sus poesías.

### Actividades culturales
Fue director de la biblioteca municipal de San Sebastián, desde cuyo puesto enriqueció sus fondos con muchos y buenos libros y suyo es el Catálogo por orden de materias y alfabético de autores de 1904. Fue secretario perpetuo del Consistorio de los Juegos Forales Euskaros de San Sebastián, organizados por toda la provincia de Guipúzcoa. Participó en la fundación del Orfeón Donostiarra y fue miembro correspondiente de la Real Academia de la Historia así como de la Sociedad Francesa de Arqueología.

### Director de la revistaEuskal-Erriade San Sebastián
Pero lo que le reportará gloria para siempre fue el haber sido durante veinte años –concretamente entre 1884, cuando falleció su antecesor y fundador José Manterola, y 1904, cuando, tras su muerte, su testigo pasó a su gran amigo Francisco López Alen– director de la revista cultural vasca más importante de su tiempo, la Euskal-Erria de San Sebastián. La revista Euskal-Erria fue la más longeva, permaneció activa durante 38 años, entre 1880 y 1918. Llegó hasta el número 1215 y está encuadernada en 79 volúmenes, con una media de 600 páginas cada uno. En esta revista participaron y colaboraron todos los fueristas de la época y tuvo estrechas relaciones con la Sociedad Euskalerria de Bilbao, fundada por Sagarmínaga, así como con la Revista Euskara de Pamplona, de Campión e Iturralde y Suit.

### Antonio Arzac y el euskera
En 1879 fue premiado su poema Azken agurrak gure etsaigoari [Adiós a nuestra enemistad]. Según Bernardo Estornés, Antonio Arzac cultivó un euskera clásico, irregular a veces, fuerte y brillante otras. Su obra fue escrita tanto en prosa como en verso, cultivando asimismo el género teatral. Autor de Maricho (1893, 18 pp.), Zerura (1894, 20 pp.) y Sufritzen (22 pp.), todas ellas publicadas por la Casa Baroja.

### Fallecimiento
Antonio Arzac falleció prematuramente, a los cuarenta y nueve años de edad, el 11 de octubre de 1904, de un repentino ataque al corazón, en la casa de su única hermana, Josefa. Su muerte fue muy sentida entre los fueristas y euskalzales, en especial de San Sebastián. A sus funerales, celebrados en el Buen Pastor, asistieron el alcalde Sr. Elosegi, concejales, personalidades culturales y gente del pueblo.